# Semiothisa catualda
Semiothisa catualda là một loài bướm đêm trong họ Geometridae.